# African Jesuit AIDS Network
African Jesuit AIDS Network (AJAN) je síť organizací, které bojují proti nemoci AIDS. Byla založena 21. června 2002 jezuity z Afriky a Madagaskaru. Sídlí v Nairobi a působí v několika zemích po celém světě. V roce 2017 působila ve 20 zemích. Subjekt při několika příležitostech bojoval proti schodku financování v boji proti HIV/AIDS v Africe. Podle vatikánských studií je to jedna z entit katolické církve, která se zabývá asi 25 % pacientů s AIDS na celém světě a může dosáhnout až 100 % v odlehlých oblastech Afriky.
Michael Czerny založil a vedl entitu od roku 2002 do roku 2010. Důvodem vytvoření této organizace bylo „povzbudit jezuity v Africe a na Madagaskaru, aby našli a rozvíjeli projekty“ související s bojem proti AIDS. Těmito subjekty mohou být skupiny lidí infikovaných virem a postižených virem, kteří bojují proti stigmatizaci a diskriminaci, podporují odpovědnost a prevenci a jsou citliví na kulturu, víru a spiritualitu lidí. Czerny uvedl, že omezení boje proti AIDS na používání kondomů nestačí, a ukázal, že Afričané jsou „úzkostní, sobečtí a neschopní sebekontroly“. Na konci roku 2010 v čele subjektu působil Paterne Mombe, africký odborník na AIDS v oblasti biologie v Burkině Faso, který se po pomoci pacientům s AIDS z Ugandy rozhodl zahájit boj proti AIDS. „Nejde o to, aby jim řekl, aby kondom používali nebo ne, ale aby vytvořili kritické svědomí, aby si mohli vybrat informované rozhodnutí a vybrat si to, co považují za nejlepší pro ně,“ řekl v rozhovoru.